# Arthur Brown (Politiker)

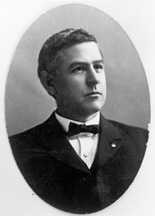
Arthur Brown

Arthur Brown (* 8. März 1843 in Kalamazoo, Michigan; † 12. Dezember 1906 in Washington, D.C.) war ein US-amerikanischer Politiker, der den Bundesstaat Utah im US-Senat vertrat.

## Biografie

### Frühes Leben
Arthur Brown wurde auf einer Farm geboren und wuchs in bescheidenen Verhältnissen auf. Als er 13 Jahre alt war, zog seine Familie 1856 nach Yellow Springs (Ohio), wo Brown das Antioch College absolvierte. Zwei Jahre später, 1864, machte er seinen Abschluss in Rechtswissenschaften an der University of Michigan in Ann Arbor.

### Politische Karriere
Brown eröffnete in seiner Geburtsstadt Kalamazoo eine Kanzlei und heiratete zum ersten Mal. Aus der Ehe mit Mrs. L. C. Brown ging eine Tochter, Alice, hervor. Doch der gut aussehende Mann, der eine Schwäche für Frauen hatte, ging eine außereheliche Beziehung mit Isabel Cameron ein, der Tochter eines Senators von Michigan. Als die Seitensprünge publik wurden, kam es zur Scheidung mit seiner ersten Frau. 1879 zog Brown nach Salt Lake City im Utah-Territorium, wo er hoffte, zum Generalstaatsanwalt ernannt zu werden. Als dieses Vorhaben jedoch scheiterte, eröffnete Brown eine private Kanzlei und heiratete Isabel Cameron, mit der seinen Sohn Max bekam.
Nachdem Utah am 4. Januar 1896 zum Bundesstaat der USA erklärt wurde, kandidierte Brown für die Republikaner mit Erfolg für einen Sitz im Senat der Vereinigten Staaten und trat sein Amt drei Wochen später, am 22. Januar 1896, an. Seine Amtszeit währte nur knapp eineinhalb Jahre und endete am 3. März 1897.

### Tod
Bereits 1892 lernte der zu diesem Zeitpunkt bereits 49-jährige Brown die erst 19 Jahre alte Anne Maddison Bradley kennen, mit der er auch ein außereheliches Verhältnis einging. Bradley, von Beruf Sekretärin, war wie Brown verheiratet und hatte mit ihrem Mann Clarence Bradley, den sie am 20. September 1893 geheiratet hatte, zwei Kinder.
Um 1898 verließ Bradley ihren Mann und zog in die nähere Umgebung von Brown, in den sie sich verliebt hatte. Und selbst der Senator war nicht abgeneigt, eine Beziehung mit ihr einzugehen, und schenkte Bradley ihren Angaben nach einen Verlobungsring.
1902 kam es zur Trennung Browns von seiner zweiten Frau Isabel, allerdings nicht zur Scheidung. Isabel Brown heuerte daraufhin einen Privatdetektiv an, um ihren Mann und Anne Bradley zu beschatten. Arthur Brown und Bradley wurden dabei zweimal – im September 1902 und im Januar 1903 – wegen Ehebruchs verhaftet. Es folgte ein erbitterter Rosenkrieg, in dessen Verlauf es sogar zur Konfrontation der beiden Kontrahentinnen in einem Hotel in Pocatello (Idaho) kam, wo Isabel Brown Alice Bradley sogar mit dem Umbringen bedrohte.
Als Isabel Brown am 22. August 1905 an Krebs starb, schien der Weg für die von Bradley herbeigesehnte Ehe mit dem ehemaligen Senator zum Greifen nahe, nachdem sie sich von ihrem Ehemann scheiden hatte lassen. Doch Brown ließ sich damit Zeit und schien plötzlich alle Liebesbekundungen zurückzuweisen.
Anfang Dezember 1906 unternahm Brown eine Geschäftsreise nach Washington, auf der ihn Anne Bradley begleitete. Diese fiel aus allen Wolken, als sie in Browns Besitz Liebesbriefe einer jungen Frau namens Annie Adams Kiskadden fand, der Mutter der künftigen Schauspielerin Maude Adams. Im Glauben, Brown und Kiskadden würden bald darauf heiraten, konfrontierte ihn Bradley am 8. Dezember 1906 mit den Briefen und beschuldigte ihn in ihrem Wahn, der uneheliche Vater ihrer beiden Kinder zu sein. Doch der Streit eskalierte, als Bradley eine Pistole zog und auf Brown schoss. Obwohl die Ärzte vier Tage lang um Browns Leben kämpften, erlag dieser am 12. Dezember 1906 seinen Verletzungen.

## Nachspiel
Der Prozess gegen Anne Bradley wurde am 13. November 1907 eröffnet und endete am 3. Dezember 1907 mit einem Freispruch. Die Geschworenen sahen es als erwiesen an, dass die 34-jährige aus Notwehr gehandelt hatte.
Anne Bradley zog zurück nach Utah, eröffnete in Salt Lake City einen Antiquitätenladen, und starb ebenda am 11. November 1950, im Alter von 77 Jahren.